# Okoniec
Okoniec – osada leśna w Polsce położona w województwie wielkopolskim, w powiecie poznańskim, w gminie Murowana Goślina.